# Recebedores da Cruz de Cavaleiro da Cruz de Ferro: J
A Cruz de Cavaleiro da Cruz de Ferro (em alemão:  Ritterkreuz des Eisernen Kreuzes) foi a maior condecoração militar concedida pela Alemanha Nazi durante a Segunda Guerra Mundial. Era concedida a militares de todas as patentes, deste um soldado até um Marechal de Campo e por diversos motivos que incluíam os atos de bravura de um soldado em batalha, um piloto de caça por ter abatido um número significativo de aeronaves inimigas e o hábil comando das tropas durante a batalha. Os condecorados eram enaltecidos pela propaganda alemã, tendo eles recebido grande atenção por parte da publicidade. Eram vendidos, por exemplo, porta retratos com as fotos dos últimos condecorados. Eles ainda eram convidados a discursar aos trabalhadores das fábricas envolvidas no esforço de guerra.
Desde a sua primeira condecoração concedida no dia 30 de setembro de 1939, até a sua última condecoração no dia 17 de junho de 1945, ela foi entregue a 7321 soldados. O número de condecorados é baseado na análise da comissão dos Recebedores da Cruz de Cavaleiro (AKCR). Foi concedida para os três ramos da Wehrmacht: Heer (exército terrestre alemão), Luftwaffe (força aérea) e Kriegsmarine (marinha) além da Waffen-SS, Reichsarbeitsdienst (serviço de trabalho do Reich) e Volkssturm (milícia nacional). Além dos soldados alemães, a condecoração também foi concedida para 43 estrangeiros, aliados do Terceiro Reich.
Walther-Peer Fellgiebel, que foi o ex-presidente e chefe da comissão de ordem do AKCR, escreveu um livro no ano de 1986 onde listou os condecorados com a Cruz de Cavaleiro, intitulado: Die Träger des Ritterkreuzes des Eisernen Kreuzes 1939–1945 — Die Inhaber der höchsten Auszeichnung des Zweiten Weltkrieges aller Wehrmachtsteile — Os portadores da Cruz de Cavaleiro da Cruz de Ferro 1939-1945 - Os proprietários do maior prêmio da Segunda Guerra Mundial de todos os ramos da Wehrmacht. Lançou a segunda edição de seu livro no ano de 1996, onde retirou 11 condecorados da lista original. Já o autor e historiador Veit Scherzer lançou tem dúvida sobre a condecoração de 193 dos listados, a maioria destes condecorados no ano de 1945, quando os acontecimentos dos últimos dias do Terceiro Reich deixaram um número de indicações incompletas e até várias fases do processo de aprovação estavam incompletas. O livro escrito por Scherzer foi em cooperação com o Arquivo Federal da Alemanha. Este livro foi escolhido pelo professor Dr. Franz W. Seidler para a Universidade da Bundeswehr de Munique e Deutsche Dienststelle (WASt), sendo considerado como uma referência aceita nestes dois lugares.

## Criação
A Cruz de Cavaleiro da Cruz de Ferro e seus graus mais altos foram baseados em quatro diferentes decretos. O primeiro decreto Reichsgesetzblatt I S. 1573 de 1 de setembro de 1939 instituiu a Cruz de Ferro (Eisernes Kreuz) e Cruz de Cavaleiro da Cruz de Ferro e a Grande Cruz da Cruz de Ferro (Großkreuz des Eisernen Kreuzes). O segundo artigo do decreto especifica que para ser condecorado com uma classe superior deveria ser primeiramente condecorado com todas as classe precedentes. Com o progresso da guerra, alguns do condecorados foram se destacando, sendo necessária um novo grau da condecoração, sendo então instituído no dia 3 de junho de 1940 o decreto Reichsgesetzblatt I S. 849 que criou a Cruz de Cavaleiro da Cruz de Ferro com Folhas de Carvalho.
Foram criados no dia 28 de setembro de 1941 dois graus da Cruz de Cavaleiro com o decreto Reichsgesetzblatt I S. 613, a Cruz de Cavaleiro da Cruz de Ferro com Folhas de Carvalho e Espadas Ritterkreuz des Eisernen Kreuzes mit Eichenlaub und Schwertern e a Cruz de Cavaleiro da Cruz de Ferro com Folhas de Carvalho, Espadas e Diamantes Ritterkreuz des Eisernen Kreuzes mit Eichenlaub, Schwertern und Brillanten. No final de 1944 o último grau da Cruz de Cavaleiro, a Cruz de Cavaleiro da Cruz de Ferro com Folhas de Carvalho Douradas, Espadas e Diamantes Ritterkreuz des Eisernen Kreuzes mit goldenem Eichenlaub, Schwertern und Brillanten a condecoração foi criada com o decreto Reichsgesetzblatt 1945 I S. 11 de 29 de dezembro de 1944.

## Condecorados
Aqui estão listados 142 condecorados com a Cruz de Cavaleiro da Cruz de Ferro da Wehrmacht e Waffen-SS, cujos sobrenomes se iniciam com a letra "J", estando ordenados em ordem alfabética pelo sobrenome. Destes, 14 foram mais tarde condecorados com a Cruz de Cavaleiro da Cruz de Ferro com Folhas de Carvalho e dois com a Cruz de Cavaleiro da Cruz de Ferro com Folhas de Carvalho e Espadas; 15 condecorações foram feitas de maneiro póstuma. Foram condecorados 85 membros do Heer, 42 da Luftwaffe, 9 da Kriegsmarine e 6 da Waffen-SS.
| Nome                               | Serviço      | Patente                                               | Ocupação e unidade | Data de condecoração    | Notas                                                                         | Imagem |
| ---------------------------------- | ------------ | ----------------------------------------------------- | --- | ----------------------- | ----------------------------------------------------------------------------- | ------ |
| Hans-Joachim Jabs+                 | Luftwaffe    | Oberleutnant                                          | Piloto e Staffel oficial do 2./Zerstörergeschwader 76                                                                   | 1 de outubro de 1940    | 430. Folhas de Carvalho 24 de março de 1944                                   |        |
| Eberhard Jacob                     | Luftwaffe    | Hauptmann                                             | Gruppenkommandeur do III./Sturzkampfgeschwader 3                                                                        | 29 de fevereiro de 1944 | —                                                                             | —      |
| Georg-Rupert Jacob                 | Luftwaffe    | Oberleutnant                                          | Chief do 1./Fallschirmjäger-Regiment 7                                                                                  | 13 de setembro de 1944  | —                                                                             | —      |
| Karl-Peter Jacob                   | Heer         | Oberleutnant                                          | Chief do 2./Gebirgsjäger-Regiment 143                                                                                   | 13 de junho de 1941     | —                                                                             | —      |
| Paul Jacob                         | Heer         | Oberleutnant                                          | Líder do I./Jäger-Regiment 204                                                                                          | 10 de março de 1943     | —                                                                             | —      |
| Fritz Jacobeit                     | Heer         | Gefreiter                                             | Líder de Grupo no 6./Füsilier-Regiment 22                                                                               | 11 de março de 1945     | —                                                                             | —      |
| Hans-Joachim Jacobi von Wangelin   | Luftwaffe    | Oberleutnant                                          | Staffelführer do 1./Kampfgeschwader 77                                                                                  | 19 de setembro de 1942  | —                                                                             | —      |
| Martin Jacobs                      | Heer         | Obergefreiter                                         | Líder de Grupo no 2./Grenadier-Regiment 431                                                                             | 26 de dezembro de 1943  | —                                                                             | —      |
| Fritz Jacoby                       | Heer         | Oberleutnant da reserva                               | Chief do 7./Panzergrenadier-Regiment 11                                                                                 | 3 de abril de 1943*     | Morto em combate 19 de março de 1943                                          | —      |
| Egbert Jaeckel                     | Luftwaffe    | Leutnant                                              | Piloto no 3./Sturzkampfgeschwader 2 "Immelmann"                                                                         | 14 de maio de 1942      | —                                                                             | —      |
| Karl Jäckel!                       | Kriegsmarine | Obersteuermann                                        | timoneiro no U-907 | 9 de maio de 1945       | —                                                                             | —      |
| Alfred Jaedtke                     | Heer         | Hauptmann                                             | Comandante do I./Panzergrenadier-Regiment 14                                                                            | 21 de setembro de 1944  | —                                                                             |        |
| Erich Jäger                        | Luftwaffe    | Oberleutnant                                          | Líder de pelotão no I./Flak-Regiment 23 (motorizado)                                                                    | 5 de julho de 1941      | —                                                                             | —      |
| Fritz Jäger?                       | Heer         | Major                                                 | Comandante do II./Infanterie-Regiment 8                                                                                 | 26 de maio de 1940      | —                                                                             | —      |
| Gerhard Jaeger                     | Heer         | Feldwebel                                             | Líder de pelotão no 7./Infanterie-Regiment 418                                                                          | 23 de fevereiro de 1942 | —                                                                             | —      |
| Karl-Heinz Jaeger+                 | Heer         | Leutnant da reserva                                   | Líder do 1./Grenadier-Regiment 167                                                                                      | 4 de agosto de 1943     | 786. Folhas de Carvalho 16 de março de 1945                                   | —      |
| Dr. med. Rolf Jäger                | Luftwaffe    | Oberarzt (rank equivalent to Oberleutnant)            | Médico das tropas do grupo de assalto "Beton" do Fallschirmjäger-Sturm-Abteilung "Koch" (Batalha de Fort Eben-Emael)    | 13 de maio de 1940      | —                                                                             | —      |
| Willy Jähde                        | Heer         | Major                                                 | Comandante do schwere Panzer-Abteilung 502                                                                              | 16 de março de 1944     | —                                                                             | —      |
| Erhard Jähnert                     | Luftwaffe    | Leutnant                                              | Piloto no III./Sturzkampfgeschwader 3                                                                                   | 18 de maio de 1943      | —                                                                             | —      |
| Adolf Jäkel                        | Luftwaffe    | Oberst                                                | Geschwaderkommodore of Transportgeschwader 1                                                                            | 19 de agosto de 1944    | —                                                                             | —      |
| Erwin Jaenecke                     | Heer         | Generalleutnant                                       | Comandante do 389. Infanterie-Division                                                                                  | 9 de outubro de 1942    | —                                                                             | —      |
| Hans-Joachim Jäschke               | Luftwaffe    | Oberleutnant                                          | Staffelführer do 4./Schlachtgeschwader 1                                                                                | 28 de março de 1944     | —                                                                             | —      |
| Bruno Jagusch                      | Heer         | Unteroffizier                                         | Comandante Panzer do Panzer-Jäger-Kompanie 1349                                                                         | 5 de março de 1945      | —                                                                             | —      |
| Gunter Jahn                        | Kriegsmarine | Kapitänleutnant                                       | Comandante do U-596 | 30 de abril de 1943     | —                                                                             | —      |
| Paul Jahncke                       | Heer         | Oberfeldwebel                                         | Líder de pelotão no 1./Panzer-Jäger-Abteilung 53                                                                        | 18 de fevereiro de 1945 | —                                                                             | —      |
| Arthur Jahnke                      | Heer         | Leutnant da reserva                                   | Líder do 5./Grenadier-Regiment 572                                                                                      | 20 de abril de 1944     | —                                                                             | —      |
| Arno Jahr                          | Heer         | Generalleutnant                                       | Comandante do 387. Infanterie-Division                                                                                  | 22 de dezembro de 1942  | —                                                                             | —      |
| Maximilian Jais                    | Heer         | Oberst                                                | Comandante do Gebirgsjäger-Regiment 141                                                                                 | 17 de setembro de 1941  | —                                                                             | —      |
| Friedrich Jakob+                   | Heer         | Hauptmann                                             | Líder do II./Infanterie-Regiment 105                                                                                    | 4 de março de 1942      | 681. Folhas de Carvalho 18 de dezembro de 1944                                | —      |
| Georg Jakob+                       | Luftwaffe    | Oberleutnant                                          | Staffelkapitän do 2./Sturzkampfgeschwader 77                                                                            | 27 de abril de 1942     | 615. Folhas de Carvalho 30 de setembro de 1944                                | —      |
| Willy Jakob                        | Heer         | Unteroffizier                                         | Líder de pelotão no 7./Infanterie-Regiment 391                                                                          | 4 de março de 1942*     | Morto em combate 27 de janeiro de 1942                                        | —      |
| Josef Jakwert+                     | Heer         | Oberfeldwebel                                         | Líder de pelotão no Divisions-Panzer-Jäger-Kompanie 361                                                                 | 14 de maio de 1944      | 752. Folhas de Carvalho 24 de fevereiro de 1945                               | —      |
| Siegfried Jamrowski                | Luftwaffe    | Oberleutnant                                          | Chief do 6./Fallschirmjäger-Regiment 3                                                                                  | 9 de junho de 1944      | —                                                                             |        |
| Arthur Jander                      | Heer         | Major                                                 | Líder do a Kampfgruppe do 62. Infanterie-Division                                                                       | 15 de junho de 1943     | —                                                                             | —      |
| Hans Janke                         | Heer         | Oberstleutnant                                        | Comandante do Grenadier-Regiment 159                                                                                    | 23 de fevereiro de 1944 | —                                                                             | —      |
| Karl Janke                         | Luftwaffe    | Hauptmann                                             | Staffelkapitän do 7./Sturzkampfgeschwader 2 "Immelmann"                                                                 | 16 de novembro de 1942  | —                                                                             | —      |
| Ewald Jannes                       | Heer         | Obergefreiter                                         | do 9./Panzergrenadier-Regiment 28                                                                                       | 30 de abril de 1945     | —                                                                             | —      |
| Ernst Jansa+                       | Luftwaffe    | Oberstleutnant                                        | Comandante do Flak(Sturm)Regiment 12 (motorizado)                                                                       | 31 de outubro de 1944   | 726. Folhas de Carvalho 1 de fevereiro de 1945                                | —      |
| Willi Jansen                       | Heer         | Oberleutnant                                          | Aide-de-camp in Panzergrenadier-Regiment 128                                                                            | 15 de maio de 1944      | —                                                                             | —      |
| Theodor Jansing                    | Heer         | Unteroffizier                                         | Company troop Líder do 3./Grenadier-Regiment 480                                                                        | 26 de janeiro de 1944   | —                                                                             | —      |
| Paul-Vincenz Jansky                | Heer         | Oberleutnant da reserva                               | Chief do 7./Jäger-Regiment 49                                                                                           | 12 de agosto de 1944    | —                                                                             | —      |
| Ewald Janssen                      | Luftwaffe    | Major                                                 | Geschwaderkommodore do Schlachtgeschwader 4                                                                             | 31 de outubro de 1944   | —                                                                             | —      |
| Siegfried Janz                     | Luftwaffe    | Obergefreiter                                         | Líder de Grupo do 1./Jäger-Regiment 42 (L)                                                                              | 5 de novembro de 1944   | —                                                                             | —      |
| Fritz Jaquet?                      | Heer         | Leutnant                                              | Adjutant do I./Grenadier-Regiment 62                                                                                    | 9 de maio de 1945       | —                                                                             | —      |
| Alfred Jarosch                     | Heer         | Leutnant                                              | Líder do 8./Jäger-Regiment 38                                                                                           | 24 de setembro de 1942  | —                                                                             | —      |
| Erich Jaschinski                   | Luftwaffe    | Oberfeldwebel                                         | Piloto no I./Transportgeschwader 3                                                                                      | 9 de fevereiro de 1945  | —                                                                             | —      |
| Erich Jaschke+                     | Heer         | Oberst                                                | Comandante do Infanterie-Regiment 90 (motorizado)                                                                       | 4 de dezembro de 1941   | 295. Folhas de Carvalho 7 de setembro de 1943                                 | —      |
| Herbert Jaschke                    | Heer         | Hauptmann                                             | Comandante do Sturmgeschütz-Brigade 249                                                                                 | 23 de abril de 1945     | —                                                                             | —      |
| Franz Jasiek                       | Heer         | Unteroffizier                                         | Líder de pelotão no 5./Panzergrenadier-Regiment 5                                                                       | 22 de abril de 1943     | —                                                                             | —      |
| Georg Jass                         | Heer         | Major                                                 | Comandante do Divisions-Füsilier-Bataillon 30                                                                           | 9 de junho de 1944      | —                                                                             | —      |
| Georg Jauer+                       | Heer         | Generalleutnant                                       | Comandante do 20. Panzergrenadier-Division                                                                              | 4 de maio de 1944       | 733. Folhas de Carvalho 10 de fevereiro de 1945                               | —      |
| Georg Jauernik                     | Luftwaffe    | Stabsfeldwebel                                        | Piloto no II./Sturzkampfgeschwader 77                                                                                   | 27 de novembro de 1942  | —                                                                             | —      |
| Friedrich Jeckeln+                 | Waffen-SS    | SS-Obergruppenführer e General da Polícia e Waffen-SS | Höherer SS- und Polizeiführer Ostland und Rußland-Nord e Líder do lett. SS-Polizei-Kampfgruppe                          | 27 de agosto de 1944    | 802. Folhas de Carvalho 8 de março de 1945                                    |        |
| Erich Jeckstat                     | Luftwaffe    | Feldwebel                                             | Piloto no 1./Kampfgeschwader 100                                                                                        | 14 de março de 1943     | —                                                                             | —      |
| Ernst Jedele                       | Heer         | Oberfeldwebel                                         | Troop leader do 6./Sturm-Regiment 14                                                                                    | 15 de abril de 1944*    | Morto em combate 8 de março de 1944                                           | —      |
| Otto Jedermann                     | Heer         | Hauptmann                                             | Comandante do I./Panzergrenadier-Regiment 146                                                                           | 14 de maio de 1944      | —                                                                             | —      |
| Josef Jenatschek                   | Heer         | Leutnant                                              | Líder do 1./Panzergrenadier-Regiment 14                                                                                 | 4 de maio de 1944       | —                                                                             | —      |
| Hans Jenisch                       | Kriegsmarine | Oberleutnant zur See                                  | Comandante do U-32 | 7 de outubro de 1940    | —                                                                             | —      |
| Roland Jenisch                     | Heer         | Oberst da reserva                                     | Comandante do Grenadier-Regiment 756                                                                                    | 9 de dezembro de 1944   | —                                                                             | —      |
| Peter Jenne                        | Luftwaffe    | Hauptmann                                             | Staffelkapitän do 12./Jagdgeschwader 300                                                                                | 2 de fevereiro de 1945  | —                                                                             | —      |
| Josef Jennewein                    | Luftwaffe    | Leutnant                                              | Piloto no 1./Jagdgeschwader 51 "Mölders"                                                                                | 5 de dezembro de 1943*  | "Missing in action" 26 de julho de 1943                                       |        |
| Karl Jenninger                     | Heer         | Oberleutnant                                          | Chief do 2./Festungs-Infanterie-Bataillon VI./999                                                                       | 26 de novembro de 1944  | —                                                                             | —      |
| Max Jensen                         | Heer         | Feldwebel                                             | Líder de pelotão no Stab I./Grenadier-Regiment 502                                                                      | 29 de abril de 1945     | —                                                                             | —      |
| Jakob Jenster                      | Luftwaffe    | Oberfeldwebel                                         | Piloto no 6./Sturzkampfgeschwader 2 "Immelmann"                                                                         | 29 de fevereiro de 1944 | —                                                                             | —      |
| Heinz Jente                        | Luftwaffe    | Oberleutnant                                          | Staffelkapitän do 2./Kampfgeschwader 26                                                                                 | 29 de outubro de 1942   | —                                                                             | —      |
| Walter Jentschke                   | Waffen-SS    | SS-Kanonier                                           | Radio troop leader do 5./SS-Freiwilligen-Artillerie-Regiment 54 "Nederland"                                             | 18 de dezembro de 1944  | —                                                                             | —      |
| Erich Jentzsch                     | Heer         | Feldwebel                                             | Líder de pelotão no 4./Grenadier-Regiment 446                                                                           | 8 de agosto de 1944*    | desaparecido 24 de abril de 1943                                              | —      |
| Hans Jentzsch                      | Luftwaffe    | Hauptmann                                             | Comandante do I./Flak-Regiment 291 (motorizado)                                                                         | 25 de novembro de 1944  | —                                                                             | —      |
| Wilhelm Jerschke                   | Heer         | Stabsgefreiter                                        | Messenger do 2./Panzergrenadier-Regiment 12                                                                             | 7 de outubro de 1944    | —                                                                             | —      |
| [Prof. Dr.] Hans-Heinrich Jescheck | Heer         | Hauptmann da reserva                                  | Líder do Panzer-Aufklärungs-Abteilung 118                                                                               | 5 de março de 1945      | —                                                                             | —      |
| Hans Jeschonnek                    | Luftwaffe    | Generalmajor                                          | Chief do general staff do Luftwaffe                                                                                     | 27 de outubro de 1939   | —                                                                             |        |
| Helmut Jeserer                     | Heer         | Hauptmann                                             | Comandante do II./Sturm-Regiment 215                                                                                    | 30 de abril de 1945     | —                                                                             | —      |
| Rudolf Jesse                       | Kriegsmarine | Oberleutnant zur See da reserva                       | Comandante do a Minensuchboot (caça-minas) do 8. Minensuchflottille                                                     | 5 de setembro de 1944   | —                                                                             | —      |
| Curt von Jesser                    | Heer         | Oberst                                                | Comandante do Panzer-Regiment 36                                                                                        | 18 de janeiro de 1942   | —                                                                             |        |
| Ernst Jetting                      | Heer         | Oberfeldwebel                                         | Líder de pelotão no 1./Grenadier-Regiment 29 (motorizado)                                                               | 4 de junho de 1944      | —                                                                             | —      |
| Hermann Jobelius                   | Heer         | Major                                                 | Comandante do II./Grenadier-Regiment 432                                                                                | 28 de fevereiro de 1945 | —                                                                             | —      |
| Hermann Jochems                    | Luftwaffe    | Oberfeldwebel                                         | Piloto no Stab/Sturzkampfgeschwader 2 "Immelmann"                                                                       | 3 de setembro de 1942   | —                                                                             | —      |
| Hermann-Gustav Jochims             | Heer         | Hauptmann                                             | Chief do 7./Grenadier-Regiment 90 (motorizado)                                                                          | 19 de setembro de 1943  | —                                                                             | —      |
| Bernhard Jochimsen                 | Heer         | Unteroffizier da reserva                              | Líder de Grupo no 1./Pionier-Bataillon 290                                                                              | 28 de abril de 1945     | —                                                                             | —      |
| Alfred Jodl+                       | Heer         | Generaloberst                                         | Chef des Wehrmachtführungsstabes (Chief de operações do Staff) no OKW                                                   | 7 de maio de 1945       | (865.) Folhas de Carvalho 7 de maio de 1945?                                  |        |
| Ferdinand Jodl                     | Heer         | General der Gebirgstruppe                             | Comandante geral do XIX. Gebirgskorps                                                                                   | 13 de janeiro de 1945   | —                                                                             |        |
| Martin Joecks                      | Heer         | Hauptmann da reserva                                  | Comandante do leichte Artillerie-Abteilung 426 (motorizado)                                                             | 14 de maio de 1944      | —                                                                             | —      |
| Wolf-Joachim Jödicke               | Luftwaffe    | Major                                                 | Gruppenkommandeur do I./Kampfgeschwader 3 "Lützow"                                                                      | 5 de fevereiro de 1944  | —                                                                             | —      |
| Wolfgang Joerchel                  | Waffen-SS    | SS-Obersturmbannführer                                | Comandante do niederländ. SS-Freiwilligen-Panzergrenadier-Regiment 48 "General Seyffardt"                               | 21 de abril de 1944     | —                                                                             | —      |
| Karl Jörß                          | Kriegsmarine | Bootsmannsmaat (sargento-ajudante) da reserva         | Flakleiter auf einem Transporter im Mittelmeer (controlador de arma antiaerea do transportador "Doroa" no Mediterrâneo) | 17 de fevereiro de 1943 | —                                                                             | —      |
| Gerhard Jözwiak                    | Heer         | Unteroffizier                                         | Líder de pelotão no 12./Panzergrenadier-Regiment 104                                                                    | 17 de março de 1945     | —                                                                             | —      |
| Bernhard Johannes                  | Luftwaffe    | Feldwebel                                             | Piloto no 1./Schlachtgeschwader 10                                                                                      | 29 de outubro de 1944*  | Morto em combate 11 de julho de 1944                                          | —      |
| Rolf Johannesson                   | Kriegsmarine | Kapitän zur See                                       | Comandante do contratorpedeiro Hermes                                                                                   | 7 de dezembro de 1942   | —                                                                             | —      |
| Willy Johannmeyer+                 | Heer         | Oberleutnant                                          | Líder do II./Infanterie-Regiment 503                                                                                    | 16 de maio de 1942      | 329. Folhas de Carvalho 18 de novembro de 1943                                | —      |
| Günther Johanns                    | Heer         | Major                                                 | Comandante do Pionier-Bataillon 292                                                                                     | 9 de janeiro de 1944    | —                                                                             | —      |
| Hans Johannsen                     | Kriegsmarine | Oberleutnant (Ing.)                                   | Chief engineer on U-802                                                                                                 | 31 de março de 1945     | —                                                                             | —      |
| Kurt Johannsen                     | Kriegsmarine | Kapitänleutnant                                       | Chief do 5. Schnellbootflottille                                                                                        | 14 de junho de 1944     | —                                                                             | —      |
| Karl-Ludwig Johanssen              | Luftwaffe    | Leutnant                                              | Operador de rádio do I./Nachtjagdgeschwader 6                                                                           | 20 de março de 1945     | —                                                                             | —      |
| Dipl.-Ing. Richard John            | Heer         | Generalmajor                                          | Comandante do 292. Infanterie-Division                                                                                  | 20 de dezembro de 1943  | —                                                                             | —      |
| Richard John                       | Heer         | Feldwebel                                             | Company troop leader do 2./Grenadier-Regiment 445                                                                       | 4 de maio de 1944       | —                                                                             | —      |
| Wolfram John                       | Heer         | Oberleutnant da reserva                               | Chief do 2./Sturmgeschütz-Brigade 209                                                                                   | 18 de novembro de 1944  | —                                                                             | —      |
| Max Johne                          | Heer         | Oberleutnant da reserva                               | Chief do 9./Grenadier-Regiment 667                                                                                      | 30 de outubro de 1943   | —                                                                             | —      |
| Wilhelm Johnen                     | Luftwaffe    | Oberleutnant                                          | Staffelkapitän do 8./Nachtjagdgeschwader 6                                                                              | 29 de outubro de 1944   | —                                                                             | —      |
| Fritz Jokisch                      | Heer         | Feldwebel da reserva                                  | Líder de pelotão no 3./Panzergrenadier-Regiment 110                                                                     | 28 de julho de 1943*    | Morreu devido à ferimentos14 de julho de 1943                                 | —      |
| Günter Jolitz                      | Luftwaffe    | Oberleutnant                                          | Staffelführer do 9.(K)/Lehrgeschwader 1                                                                                 | 5 de junho de 1944*     | Morto em combate 12 de fevereiro de 1944                                      | —      |
| Erwin Jollasse                     | Heer         | Oberst                                                | Comandante do Schützen-Regiment 52                                                                                      | 2 de novembro de 1941   | —                                                                             | —      |
| Ludwig Jooss                       | Heer         | Major da reserva                                      | Comandante do I./Grenadier-Regiment 21                                                                                  | 17 de março de 1945     | —                                                                             |        |
| Bernhard Jope+                     | Luftwaffe    | Oberleutnant                                          | Piloto no 2./Kampfgeschwader 40                                                                                         | 30 de dezembro de 1940  | 431. Folhas de Carvalho 24 de março de 1944                                   |        |
| Hermann-Friedrich Joppien+         | Luftwaffe    | Oberleutnant                                          | Staffelkapitän do 1./Jagdgeschwader 51                                                                                  | 16 de setembro de 1940  | 11. Folhas de Carvalho 23 de abril de 1941                                    | —      |
| Adolf Jordan                       | Heer         | Major                                                 | Comandante do I./Infanterie-Regiment 203                                                                                | 27 de maio de 1942      | —                                                                             | —      |
| Günther Jordan                     | Heer         | Oberst da reserva                                     | Comandante do Jäger-Regiment 25 (L)                                                                                     | 17 de março de 1945     | —                                                                             | —      |
| Hans Jordan+                       | Heer         | Oberst                                                | Comandante do Infanterie-Regiment 49                                                                                    | 5 de junho de 1940      | 59. Folhas de Carvalho 16 de janeiro de 1942 64th Espadas 20 de abril de 1944 | —      |
| Hans Jordan                        | Heer         | Oberstleutnant im Generalstab (do General Staff)      | Ia (oficial de operações) do 72. Infanterie-Division                                                                    | 22 de fevereiro de 1945 | —                                                                             | —      |
| Herbert Jordan                     | Heer         | Hauptmann                                             | Chief do 4./Artillerie-Regiment 32                                                                                      | 10 de setembro de 1944  | —                                                                             | —      |
| Hermann Jordan                     | Heer         | Hauptmann                                             | Líder do III./Grenadier-Regiment 9                                                                                      | 16 de agosto de 1943*   | Morto em combate 2 de agosto de 1943                                          | —      |
| Manfred Jordan                     | Heer         | Sanitäts-Unteroffizier                                | Líder de pelotão no 4./Panzergrenadier-Regiment 66                                                                      | 11 de janeiro de 1944   | —                                                                             | —      |
| Walter Joseph                      | Heer         | Leutnant da reserva                                   | Líder do 4./Feldersatz-Bataillon 107                                                                                    | 24 de junho de 1944     | —                                                                             | —      |
| Hans Jost                          | Heer         | Feldwebel                                             | Líder de pelotão no 2./Panzer-Jäger-Abteilung 256                                                                       | 5 de abril de 1944*     | Morto em combate 23 de fevereiro de 1944                                      | —      |
| Walter Jost                        | Heer         | Oberst                                                | Comandante do Infanterie-Regiment 75                                                                                    | 31 de março de 1942     | —                                                                             | —      |
| Günther Josten+                    | Luftwaffe    | Oberfeldwebel                                         | Piloto no 3./Jagdgeschwader 51 "Mölders"                                                                                | 5 de fevereiro de 1944  | 810. Folhas de Carvalho 28 de março de 1945                                   | —      |
| Wilhelm Joswig                     | Luftwaffe    | Oberfeldwebel                                         | Piloto no 9./Sturzkampfgeschwader 2 "Immelmann"                                                                         | 29 de fevereiro de 1944 | —                                                                             | —      |
| Hans Juchem                        | Waffen-SS    | SS-Hauptsturmführer                                   | Comandante do II./Panzergrenadier-Regiment "Germania"                                                                   | 12 de setembro de 1943* | Morto em combate 13 de agosto de 1943                                         | —      |
| Georg Juditzki                     | Luftwaffe    | Leutnant                                              | Piloto no Stab I./Kampfgeschwader 53 "Legião Condor"                                                                    | 9 de novembro de 1944   | —                                                                             | —      |
| Walter Jünemann                    | Heer         | Feldwebel                                             | Líder de companhia do 4./Panzergrenadier-Regiment 104                                                                   | 4 de outubro de 1944*   | Morto em combate 14 de agosto de 1944                                         | —      |
| Friedrich-Wilhelm Jürgen           | Heer         | Major                                                 | Comandante do II./Schützen-Regiment 2                                                                                   | 16 de junho de 1940     | —                                                                             | —      |
| Heinz Jürgens?                     | Waffen-SS    | SS-Hauptsturmführer                                   | Comandante do SS-Panzer-Aufklärungs-Abteilung 4                                                                         | 9 de maio de 1945       | —                                                                             | —      |
| Karl Jürgens                       | Heer         | Feldwebel                                             | Líder de pelotão no 2./Infanterie-Regiment 73                                                                           | 4 de setembro de 1940   | —                                                                             | —      |
| Wilhelm Jürgens                    | Luftwaffe    | Major                                                 | Comandante do II./Flak-Regiment 23 (motorizado)                                                                         | 9 de junho de 1944      | —                                                                             | —      |
| Arnold Jürgensen                   | Waffen-SS    | SS-Sturmbannführer                                    | Comandante do I./SS-Panzer-Regiment 12 "Hitlerjugend"                                                                   | 16 de outubro de 1944   | —                                                                             | —      |
| Justus Jürgensen                   | Heer         | Bau-Pionier                                           | do 5./Pionier-Bau-Ersatz und Ausbildungs Bataillon 3 Crossen (Oder)                                                     | 5 de fevereiro de 1945* | Morto em combate 5 de fevereiro de 1945                                       | —      |
| Klaus Jürgensen                    | Heer         | Hauptmann                                             | Líder do I./Grenadier-Regiment 46                                                                                       | 2 de fevereiro de 1944  | —                                                                             | —      |
| Arthur Jüttner+                    | Heer         | Hauptmann                                             | Comandante do III./Infanterie-Regiment 38                                                                               | 14 de dezembro de 1941  | 622. Folhas de Carvalho 18 de outubro de 1944 141. Espadas 5 de abril de 1945 | —      |
| Werner Junck                       | Luftwaffe    | Generalmajor                                          | Comandante geral do II. Jagdkorps                                                                                       | 9 de junho de 1944      | —                                                                             | —      |
| Heinrich Jung                      | Luftwaffe    | Hauptmann                                             | Gruppenkommandeur do II./Jagdgeschwader 54                                                                              | 12 de novembro de 1943* | Morto em combate 30 de julho de 1943                                          | —      |
| Valentin Jung                      | Heer         | Hauptmann                                             | Comandante do Feldersatz-Bataillon 92 e Divisions-Kampfschule                                                           | 28 de dezembro de 1943  | —                                                                             | —      |
| Dietrich ter Jung                  | Heer         | Oberleutnant da reserva                               | Líder do II./Panzergrenadier-Regiment 79                                                                                | 4 de maio de 1944       | —                                                                             | —      |
| Heinz Jungclausen                  | Luftwaffe    | Oberleutnant                                          | Staffelkapitän do 6./Sturzkampfgeschwader 2 "Immelmann"                                                                 | 9 de outubro de 1943    | —                                                                             | —      |
| Herbert Junge                      | Heer         | Unteroffizier                                         | Comandante do a 8.8-cm FlaK in Greifenhagen                                                                             | 13 de março de 1945     | —                                                                             | —      |
| Wilhelm Junge                      | Heer         | Oberleutnant da reserva                               | Chief do 5./Artillerie-Regiment 1542                                                                                    | 9 de dezembro de 1944   | —                                                                             | —      |
| Siegfried Jungklaus                | Luftwaffe    | Hauptmann                                             | Gruppenkommandeur do III.(Eis)/Kampfgeschwader 3 "Lützow"                                                               | 3 de setembro de 1943*  | Morto em combate 22 de abril de 1943                                          | —      |
| Johann Jungkunst                   | Heer         | Feldwebel                                             | Líder de pelotão no 11./Infanterie-Regiment 41 (motorizado)                                                             | 30 de agosto de 1941    | —                                                                             | —      |
| Edgar Jungnickel                   | Kriegsmarine | Oberleutnant zur See                                  | Comandante do U-Jäger 1430                                                                                              | 10 de setembro de 1944  | —                                                                             | —      |
| Hans Jungwirth?                    | Luftwaffe    | Major                                                 | Comandante do Fallschirm-Aufklärungs-Abteilung 12                                                                       | 9 de maio de 1945       | —                                                                             | —      |
| Heinz Junker                       | Heer         | Leutnant                                              | Líder de pelotão no Sturmgeschütz-Abteilung 1026                                                                        | 14 de janeiro de 1945   | —                                                                             | —      |
| Georg Jura                         | Heer         | Stabsfeldwebel                                        | Líder do 14./Jäger-Regiment 49                                                                                          | 28 de abril de 1943     | —                                                                             | —      |
| Franz Jursa                        | Heer         | Unteroffizier                                         | Líder de pelotão no 3./Grenadier-Regiment 482                                                                           | 2 de agosto de 1943     | —                                                                             | —      |
| Franz Juschkat                     | Heer         | Feldwebel                                             | Líder de pelotão no Stabskompanie/Grenadier-Regiment 43                                                                 | 17 de fevereiro de 1943 | —                                                                             | —      |